# De la Chine
De la Chine est un essai de Maria-Antonietta Macciocchi paru en juin 1971. L'ouvrage obtient une audience importante auprès des intellectuels français séduits par le maoïsme.

## Contexte
Lors de la parution du livre, Maria-Antonietta Macciocchi est alors membre du Parti communiste italien, députée communiste de Naples et correspondante de L'Unità. À la fin de l'année 1970, avec l'accord du Parti communiste italien, elle effectue, avec son mari Alberto Jacoviello, un voyage de trois semaines en Chine. À son retour elle rédige en quelques mois De la Chine. Proche de Louis Althusser, ce dernier présente l'ouvrage à Philippe Sollers pour qu'il appuie la publication du livre de Maria-Antonietta Macciocchi. Enthousiasmé par sa lecture, Philippe Sollers contacte directement Paul Flamand qui dirige les éditions du Seuil, il accepte la publication dans la collection « Combats » dirigée par Claude Durand.

## Présentation
Maria Antonietta Macciocchi estime que la révolution culturelle a supprimé « dans le Parti, dans l'administration, dans l'armée.., toutes les valeurs, les grades, les distinctions, les galons, les cérémoniaux qui rappelaient le passé ou qui risquaient de réintroduire en Chine un mode de vie capitaliste ». Ainsi lors d'une réception donnée en son honneur à Canton, elle constate que le général présent a le même uniforme que les autres soldats. Il ne porte pas d'étoiles ou de décorations, il est possible toutefois de le reconnaître par les poches cousues de sa vareuse. 
Maria Antonietta Macciocchi présente le rôle dirigeant du Parti communiste chinois et ses rapports avec les masses, son combat contre le révisionnisme, et l'avènement de nouveaux militants et cadres. De ce parti marxiste-léniniste naissent des « hommes nouveaux » .
Elle note que le « caractère sacré de la famille », comme « cellule séparée de la collectivité sociale », n'existe plus dans la Chine maoïste.
Maria Antonietta Macciocchi constate que les autorités chinoises confèrent un rôle essentiel au travail manuel. Elle note que les campagnes chinoises accueillent nombre de citadins qui y sont déplacés. Elle évoque aussi les médecins aux pieds nus qui sillonnent le pays pour venir en aide aux plus démunis.
Pour Maria Antonietta Macciocchi, le maoïsme est sans rapport avec l'expérience stalinienne de l'URSS. Les communistes chinois n'ont « cessé de suivre une politique différente, souvent opposée, à celle que Staline tentait d'imposer à Mao Tsé-toung et à la révolution chinoise ».

## Conséquences de la publication
Après sa parution une polémique se forme à partir du livre et de son interdiction de vente à la fête de l’Humanité en septembre 1971.  Les intellectuels maoïstes regroupés autour de la revue Tel Quel et de Philippe Sollers, rompent avec le Parti communiste français. En 1972, Tel Quel se rallie alors ouvertement à  l'idéologie maoïste.
En 1972 le Parti communiste italien ne représente pas Maria-Antonietta Macciocchi à la députation. Cette dernière décide de quitter l'Italie et vient vivre à Paris.

## Accueil critique
Philippe Sollers, qui s'insurge contre la censure de l'ouvrage lors de la fête de l'Humanité en septembre 1971, indique : « De la Chine représente aujourd’hui non seulement un admirable témoignage sur la Chine révolutionnaire, mais encore une source d’analyses théoriques qu’il serait illusoire de croire refoulées. De la Chine, c’est la puissance et la vérité du « nouveau » lui-même.[...] De la Chine est l’un des très rares livres d’aujourd’hui, de demain. Le travail de Maria-Antonietta Macciocchi a devant lui toute l’histoire ».
Pour le politologue Roger Lévy, Maria Antonietta Macciocchi « pense et écrit en maoïste convaincue ». Ainsi elle affirme que la Chine réussit à se détacher de son passé. Or, l'élimination de Lin Biao atteste, selon le politologue, que les « intrigues de palais » perdurent au sein de la société chinoise.
Dans l'émission télévisée Apostrophes en 1983, Simon Leys, en présence de Maria Antonietta Macciocchi, indique : « Son ouvrage De la Chine... ce que l’on peut dire de plus charitable, c’est que c’est d’une stupidité totale, parce que si l’on ne l’accusait pas d’être stupide, il faudrait dire que c’est une escroquerie ».
En 1996, Christophe Bourseiller voit dans De la Chine le « témoignage naïf » d'une intellectuelle « fascinée par la propagande, qui prête au régime chinois les qualités d'un paradis socialiste ».

## Éditions
- Dalla Cina Dopo la rivoluzione culturale, Éditions Feltrinelli, Milan 1971
- De la Chine, Éditions du Seuil, coll. « Combats », Paris, juin 1971, 542 p.
- Daily Life in Revolutionary China, Monthly Review Press, New York, 1972, 506 p.
- Cin Deyince Turquie 1976